# Silvanoprus longicollis
Silvanoprus longicollis es una especie de coleóptero de la familia Silvanidae.

## Distribución geográfica
Habita en el oeste de África, Papúa Nueva Guinea,  Japón y China.